# Polypodiodes simonsiana
Polypodiodes simonsiana är en stensöteväxtart som beskrevs av Fraser-jenk. Polypodiodes simonsiana ingår i släktet Polypodiodes och familjen Polypodiaceae. Inga underarter finns listade.